# Motociklistična Velika nagrada Madžarske
Motociklistična Velika nagrada Madžarske je bila motociklistična dirka svetovnega prvenstva v sezonah 1990 in 1992.

## Zmagovalci
| Sezona | Dirkališče  | 125 cm3                       | 250 cm3                | 500 cm3               | Poročilo |
| ------ | ----------- | ----------------------------- | ---------------------- | --------------------- | -------- |
| 1990   | Hungaroring | Loris Capirossi (Honda)       | John Kocinski (Yamaha) | Mick Doohan (Honda)   | Poročilo |
| 1992   | Hungaroring | Alessandro Gramigni (Aprilia) | Luca Cadalora (Honda)  | Eddie Lawson (Cagiva) | Poročilo |